# 饒州
饒州（じょうしゅう）は、中国にかつて存在した州。隋代から元初にかけて、現在の江西省上饒市一帯に設置された。

## 魏晋南北朝時代
553年（承聖2年）、南朝梁により江州を分割して置かれた呉州を前身とする。呉州は鄱陽郡を管轄した。568年（光大2年）、南朝陳により呉州は廃止され、鄱陽郡は江州に編入された。

## 隋代
589年（開皇9年）、隋が南朝陳を滅ぼすと、鄱陽郡は廃止されて饒州が置かれた。607年（大業3年）に州が廃止されて郡が置かれると、饒州は鄱陽郡と改称され、下部に3県を管轄した。隋代の行政区分に関しては下表を参照。
| 隋代の行政区画変遷 | 隋代の行政区画変遷                               | 隋代の行政区画変遷 | 隋代の行政区画変遷   |
| 区分               | 開皇元年                                         | 区分               | 大業3年              |
| ------------------ | ------------------------------------------------ | ------------------ | -------------------- |
| 州                 | 江州                                             | 郡                 | 鄱陽郡               |
| 郡                 | 鄱陽郡                                           | 県                 | 鄱陽県 余干県 弋陽県 |
| 県                 | 鄱陽県 広晋県 銀城県 余干県 安仁県 上饒県 葛陽県 | 県                 | 鄱陽県 余干県 弋陽県 |

## 唐代
621年（武徳4年）、唐により鄱陽郡は饒州と改められた。742年（天宝元年）、饒州は鄱陽郡と改称された。758年（乾元元年）、鄱陽郡は饒州の称にもどされた。饒州は江南西道に属し、鄱陽・余干・楽平・浮梁の4県を管轄した。

## 宋代
宋のとき、饒州は江南東路に属し、鄱陽・余干・浮梁・楽平・徳興・安仁の6県を管轄した。

## 元代
1277年（至元14年）、元により饒州は饒州路総管府と改められた。饒州路は江浙等処行中書省に属し、録事司と鄱陽・徳興・安仁の3県と余干州・浮梁州・楽平州の3州を管轄した。1361年、朱元璋により饒州路は鄱陽府と改められた。

## 明代以降
1369年（洪武2年）、明により鄱陽府は饒州府と改称された。饒州府は江西省に属し、鄱陽・余干・楽平・浮梁・徳興・安仁・万年の7県を管轄した。
清のとき、饒州府は江西省に属し、鄱陽・余干・楽平・浮梁・徳興・安仁・万年の7県を管轄した。
1913年、中華民国により饒州府は廃止された。